# Melania Romana
Melania Romana (n. 383 d.Hr., Roma, Imperiul Roman – d. 31 decembrie 439 d.Hr., Ierusalim, Imperiul Roman de Răsărit) a fost fiica unui senator roman din gens Valeria, una din familiile cele mai influente și bogate din oraș. Melania a abandonat onorurile, s-a călugărit și s-a mutat la Ierusalim, unde a trăit până la sfârșitul vieții. Este venerată ca sfântă în întreaga creștinătate, cu sărbătoarea pe 31 decembrie.